# Galtellì
Galtellì – miejscowość i gmina we Włoszech, w regionie Sardynia, w prowincji Nuoro. Graniczy z Dorgali, Irgoli, Loculi, Lula, Onifai i Orosei.
Według danych na rok 2019 gminę zamieszkiwały 2439 osoby, 43 os./km².